# Fumio Kishida

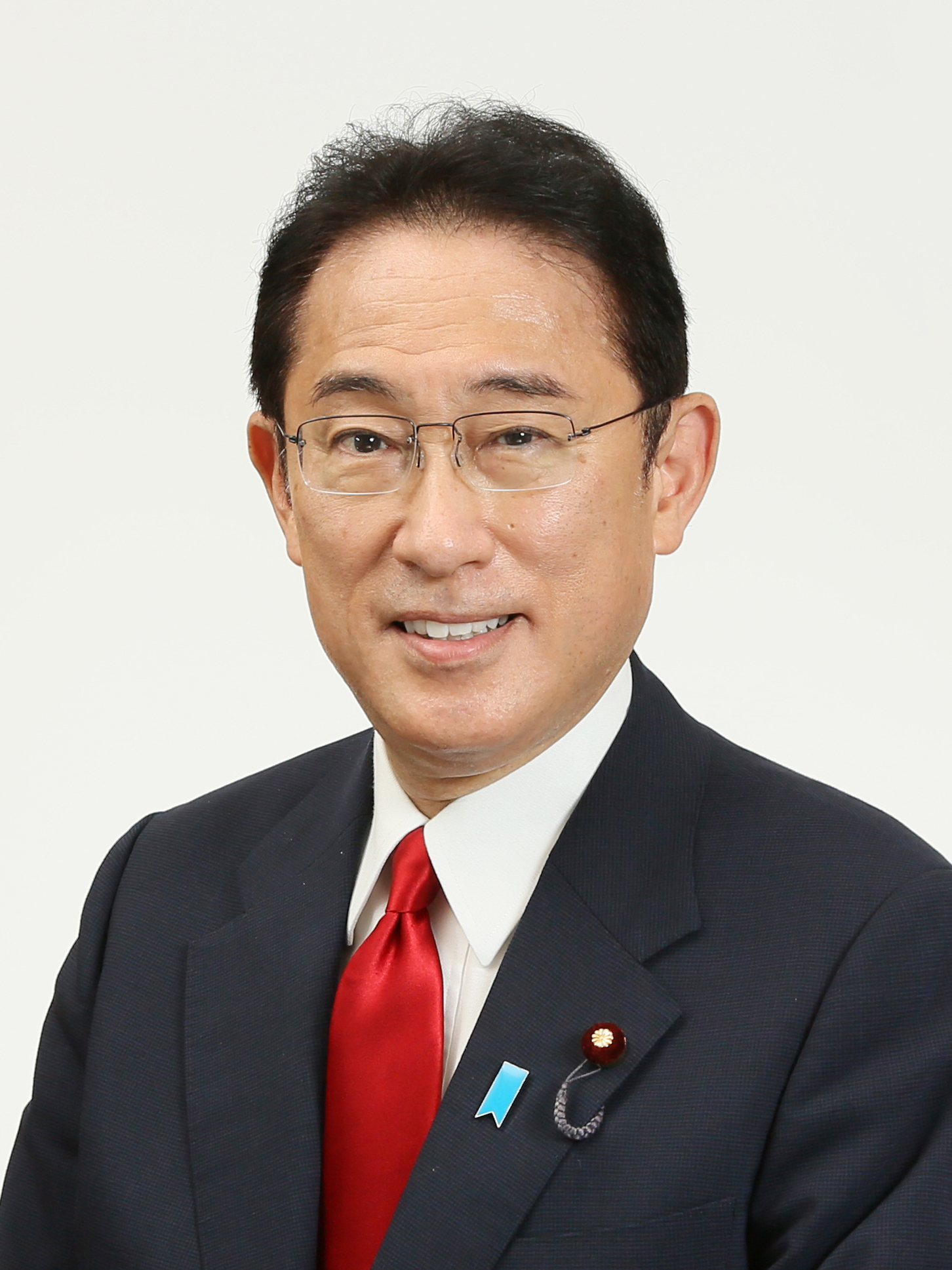
Fumio Kishida (2021)

Fumio Kishida (japanisch 岸田 文雄 Kishida Fumio; * 29. Juli 1957 in Tokio) ist ein japanischer Politiker. Er war Vorsitzender der Liberaldemokratischen Partei (LDP) und vom 4. Oktober 2021 bis zum 1. Oktober 2024 Premierminister Japans.
In der LDP führte Kishida von 2012 bis 2023 die Faktion Kōchikai. Er bekleidete von 2012 bis 2017 das Amt des Außenministers. Seit 1993 ist er Abgeordneter im Unterhaus des Parlaments, dem Shūgiin, seit der Wahlrechtsreform 1996 durchgehend für den Einmandatswahlkreis Hiroshima 1.

## Leben
Kishida entstammt einem Familienkreis von Politikern der LDP. Sein Großvater war der Unterhausabgeordnete Masaki Kishida (岸田 正記); seine Tante war die Frau des Gouverneurs von Hiroshima Miyazawa Hiroshi, dem jüngeren Bruder von Premierminister Miyazawa Kiichi. Kishidas Familie litt unter den Spätfolgen des Atombombenabwurfs auf Hiroshima. Einige Verwandte von ihm starben dadurch, weshalb er sich für die Abschaffung von Atomwaffen ausspricht, – die Entwicklung von Japans ziviler Atomindustrie jedoch nicht ausschließt.
Kishida studierte Rechtswissenschaft an der Waseda-Universität und machte dort 1982 seinen Abschluss. Anschließend arbeitete er fünf Jahre lang für die Long-Term Credit Bank of Japan (LTCB, engl. für 日本長期信用銀行 Nippon chōki shin’yō ginkō). Ab 1987 war er Sekretär seines Vaters, des Shūgiin-Abgeordneten Fumitake Kishida (SNTV-Mehrmandatswahlkreis Hiroshima 1). Nach dessen Tod 1992 wurde er bei der Shūgiin-Wahl 1993 sein Nachfolger. Bei der Shūgiin-Wahl 1996 übernahm er nach der Wahlrechtsreform den neuen Einmandatswahlkreis Hiroshima 1.
Zwischen 1999 und 2000 war Kishida Staatssekretär im Bauministerium, von 2001 bis 2002 im Bildungsministerium. Premierminister Shinzō Abe berief ihn bei der Kabinettsumbildung kurz vor seinem Rücktritt 2007 zum Staatsminister. Zu seinen Aufgaben zählten Angelegenheiten rund um Okinawa und die Nördlichen Territorien aber auch Deregulierung, Lebensqualität, Wissenschaft und Technologie. Premierminister Yasuo Fukuda übernahm Kishida im September 2007 in sein Kabinett, ersetzte ihn aber bei der Kabinettsumbildung im August 2008.
Am 26. Dezember 2012 wurde Kishida Außenminister im Kabinett Shinzō Abe II und bei der dritten Umbildung des Kabinetts Shinzō Abe III im August 2017 von Tarō Kōno abgelöst. Vom 28. Juli bis zum 3. August 2017 war er gleichzeitig kommissarischer Verteidigungsminister, nachdem Tomomi Inada zuvor von diesem Posten zurückgetreten war.
Kishida gehörte von 2017 bis 2020 unter Abe als PARC-Vorsitzender zum engsten Kreis der LDP-Führung. Als Abe zurücktrat, kandidierte er bei der Wahl eines Nachfolgers, unterlag aber chancenlos Yoshihide Suga, der sich schon vor Beginn des Wahlkampfs die Unterstützung von fünf Faktionen gesichert hatte, deren Abgeordnete zusammen rechnerisch schon fast zur absoluten Gesamtmehrheit ausreichten. Nur Kishidas eigene Faktion, einige andere Abgeordnete und mehrheitlich die Präfekturverbände Hiroshima (alle drei Delegierten) und Yamanashi (zwei von drei) sowie fünf einzelne Delegierte anderer Präfekturen stimmten für Kishida. Er erhielt bei den lokalen Vorwahlen landesweit nur rund 91.000 Stimmen (Suga >364.000, Shigeru Ishiba >216.000).
Im September 2021 wurde Kishida zum Vorsitzenden der LDP gewählt. Er wurde daraufhin am 4. Oktober vom Parlament zum Premierminister designiert. Am selben Tag wurden er und die anderen Minister in seinem Kabinett durch die Ernennung durch den Kaiser ins Amt eingeführt. Nach nur zwei Wochen löste das Kabinett Kishida das Abgeordnetenhaus auf und trat zurück. Nach der Abgeordnetenhauswahl wurde Kishida am 10. November 2021 erneut zum Premierminister gewählt; das zweite Kabinett Kishida wurde noch am gleichen Tag ernannt.
Kishida lehnt die neoliberale Wirtschaftspolitik von Shinzō Abe ab, die seiner Meinung nach zu wachsender Ungleichheit vor allem in der Mittelschicht geführt hatte. Er schuf neue Ministerposten für „wirtschaftliche Sicherheit“ und „neuen Kapitalismus“ und kündigte ein umfangreiches Konjunkturprogramm an, wobei die Regierung konkrete Maßnahmen noch beschließen muss und die Wirtschaft Steuererhöhungen befürchtet. Er kündigte Steuererleichterungen für Unternehmen an, die die Löhne erhöhen. Eine Regierungskommission soll Wege erarbeiten, die Bezahlung von Beschäftigten in Gesundheitswesen, Kinder- und Altenpflege zu verbessern.
Er wurde 2021 vom ARD-Studio Neu-Delhi innerhalb der Partei zur Fraktion der Gemäßigten, der „Tauben“, gezählt und präsentierte sich als Reformer. Die New York Times sah in ihm 2021 einen establishment pick. und die Deutsche Welle einen consensus builder. 
Kishida steht (wie Abe und weitere Kabinett- und LDP-Parteimitglieder) der als revisionistisch geltenden Nippon Kaigi nahe. Er ist nach KPJ-Angaben wie elf weitere Minister in seinem Kabinett Mitglied der Nationalparlamentsabgeordnetenkonferenz der Nippon Kaigi (Nippon Kaigi Kokkai giin kondankai).
Kishida verkündete im Dezember 2022, zehn Monate nach dem Beginn des völkerrechtswidrigen russischen Angriffs auf die Ukraine, eine Abkehr von der ausschließlich auf Verteidigung ausgerichteten Sicherheitsdoktrin Japans und erklärte hierzu, dass Japan künftig in der Lage sein solle, feindliche Raketenstellungen proaktiv auszuschalten. Außerdem kündigte seine Regierung eine Verdopplung des Verteidigungshaushalts an.
Am 15. April 2023 explodierte bei einem Wahlkampfauftritt Kishidas in der Hafenstadt Saikazaki (Präfektur Wakayama) eine Rauchbombe; der Premierminister konnte unverletzt in Sicherheit gebracht werden und ein Tatverdächtiger noch vor Ort festgenommen werden. Der Vorfall ereignete sich rund neun Monate nachdem der frühere Regierungschef Shinzō Abe bei einem Attentat auf offener Straße erschossen wurde und einen Tag vor dem G7-Außenministertreffen in Japan.

Aus verschiedenen Umfragen gemittelte Zustimmungsraten zum Kabinett Kishida (Zustimmung grün, Ablehnung rot)

Ende 2023 wurde bekannt, dass mehrere Mitglieder der LDP in einem Parteispendenskandal verwickelt waren. Spendengelder seien in schwarze Kassen umgeleitet worden. Im Zuge des Skandal traten vier Minister zurück, die alle Mitglieder der sogenannten Abe-Faktion innerhalb der LDP waren. Auch wenn Anfang 2024 die unterschiedlichen Faktionen innerhalb der Regierungspartei aufgelöst wurden, sank die Popularität von Fumio Kishida und seiner Regierung weiter. Im Juli 2024 sank die Zustimmung zu Kishidas Politik auf nur noch 15,5 Prozent. Innerhalb der LDP wurden Zweifel geäußert, ob die Partei bei der 2025 anstehenden Parlamentswahlen ihre Mehrheit verteidigen kann. Kishida erklärte daraufhin am 14. August, im September 2024 nicht erneut für das Amt des Vorsitzenden der LDP zu kandidieren. Die LDP solle so ein neues Gesicht an der Spitze erhalten.
Ende September 2024 wählte die LDP den früheren Verteidigungsminister Shigeru Ishiba zu ihrem neuen Vorsitzenden. Er wurde am 1. Oktober 2024 zum neuen Premierminister gewählt.